# Geleira Suvorov
 Coordenadas : orientação de longitude inválida, deve ser "E" ou "W"
A geleira Suvorov (69° 56′ S, 160° 00′ L) é uma geleira de 5 milhas náuticas (9 km) de largura, fluindo para leste das colinas Wilson e desembocando no mar ao sul do cabo Northrup e do cabo Belousov. Foi mapeada pela Expedição Antártica Soviética, em 1958, e recebeu o nome de V. S. Suvorov, mecânico soviético que pereceu no Ártico.